# محوطه کاگور ۲
محوطه باستانی کاگور ۲ مربوط به دوره اشکانیان است و در شهرستان ایرانشهر، بخش مرکزی، دهستان دامن، روستای قلعه تاروان واقع شده و این اثر در تاریخ ۲۷ اسفند ۱۳۸۶ با شمارهٔ ثبت ۲۲۶۸۳ به‌عنوان یکی از آثار ملی ایران به ثبت رسیده است.